# Уоллисцы и футунанцы в Новой Каледонии
Уо́ллисцы и футуна́нцы в Но́вой Каледо́нии (фр. Wallisiens et Futuniens de Nouvelle-Calédonie) — одно из крупнейших меньшинств Новой Каледонии, третья по численности группа населения после коренных канаков и кальдошей — людей европейского происхождения. Включает в себя представителей полинезийских народов увеа и футуна — коренного населения островов Уоллис и Футуна, расположенной к северо-востоку от Новой Каледонии и также являющейся заморской территорией Франции. Выходцы с этих островов и их потомки составляют около 10 % всего населения Новой Каледонии.

## Расселение
По данным статистики за 2014 год, в Новой Каледонии проживало 21926 уоллисцев и футунанцев, 21433 из них — на территории Южной провинции, 456 — в Северной провинции, 27 — в провинции Острова Луайоте. На территории Южной провинции, где проживает почти 98 % всех уоллисцев и футунанцев территории, они ещё более компактно сконцентрированы в агломерации столичного города Нумеа, включающей в себя коммуны Нумеа, Дюмбеа, Ле-Мон-Дор и Паита.